# Status (Arbeitsablauf)
Unter Status (auch Bearbeitungsstatus, Produktionsstatus) versteht man im Workflow-Management den Bearbeitungszustand eines Arbeitsvorgangs innerhalb eines Arbeitsablaufs in Produktion oder Verwaltung zu einem bestimmten Zeitpunkt.

## Allgemeines
Die Erledigung einer Aufgabe erfolgt meist durch mehrere Ablauffolgen und Ablaufabschnitte (Arbeitsschritte, englisch tasks), die erst in ihrer Gesamtheit durch einen letzten komplettierenden Arbeitsschritt als erfüllt anzusehen ist. Nach jedem Arbeitsschritt erfährt ein Task einen Statuswechsel. Viele dieser Ablaufabschnitte sind funktional, physikalisch oder technisch voneinander abhängig, so dass beim Arbeitsablauf eine bestimmte Reihenfolge (Ablauffolge) einzuhalten ist. Dazu setzen Arbeitskräfte meist Arbeitsmittel ein, um aufgrund der vorgegebenen Arbeitsaufgabe ein Arbeitsergebnis zu erzielen. Der Fertigstellungsstatus heißt in der Produktion meist „marktreif“, in der Verwaltung „erledigt“.

## Zweck
Zwischen dem Arbeitsbeginn einer Arbeitsaufgabe und ihrer vollständigen Erledigung (fertiges Produkt, fertige Dienstleistung) heißt der unfertige Zustand Status (Produktionsstatus). Er spielt bei der Produktionskontrolle eine wichtige Rolle, um etwa die zeitgerechte Fertigstellung der Produkte und Dienstleistungen zu gewährleisten. Der Status ist auch beim Auftragseingang von Bedeutung. Hier wechselt der Status vom Auftragseingang zum Auftragsbestand, sobald mit der Bearbeitung oder Produktion begonnen wurde.

## Rechtschreibung
Der Plural von Status ist formgleich mit dem Singular, lautet also auch „Status“. Doch es gibt einen Unterschied: Während im Singular das „u“ kurz gesprochen wird, ist es im Plural lang: die Status [… tuːs].

## Informationstechnik
In der Informationstechnik ist der Task-Status die Stelle, an der sich ein Task im Workflow befindet; der letzte Status eines Tasks heißt „geschlossen“.
Im Rahmen einer Modellierung mit UML, insbesondere mit dem Aktivitätsdiagramm, spricht man im Deutschen anstelle eines Status von einem „Zustand“, was aber dasselbe bezeichnet. Im Englischen hingegen wird der Begriff „State“ beibehalten. Gemäß der UML-Denkweise ist ein Status oder Zustand dasselbe wie eine Aktivität. Dies erklärt sich, wenn man es aus Sicht des Computers betrachtet; so befindet sich ein Vorgang im Zustand der Datenerfassung, was zugleich eine Benutzer-Aktivität darstellt.